# Крас Еър
„Крас Еър“ (на руски: Красноярские авиалинии; на английски: KrasAir или Krasnoyarsk Airlines) e бивша авиокомпания в Русия, базирана в Красноярск.
Функционирала е от 1993 до 2009 г., когато е обявен банкрут. Била е 4-та по продажби в страната преди прекратяването на нейната дейност.

## Флот
През декември 2006 г. флотът на „Крас Еър“ включва следните самолети:
| Самолети  | Брой | Места | Бележки |
| --------- | ---- | ----- | ------- |
| Боинг 737 | 1    | 144   |         |
| Боинг 767 | 3    | 214   |         |
| Ил-86     | 6    | 350   |         |
| Ил-96     | 2    | 263   |         |
| Ту-154    | 19   | 164   |         |
| Ту-204    | 3    | 175   |         |
| Ту-214    | 1    | 175   |         |
| Як-42     | 2    | 120   |         |

## Криза от 2008 г.
През август 2008 г. дъщерна фирма на самолетопроизводителя „Илюшин“ завежда дело срещу авиокомпанията за дълг от над 20 млн. щ. дол.
В края на октомври 2008 г. е отнет лицензът на авиокомпанията. Обявен е фалит през 2009 г.